# 꿀꿀선아
꿀꿀선아(본명: 전경선, 1997년 12월 12일~)는 ASMR을 전문적으로 업로드하는 대한민국의 유튜버이다.

## 수상
- 유튜브 실버버튼[3]
- 유튜브 골드버튼